# Aeroportul Visby
Aeroportul Visby (IATA: VBY, ICAO: ESSV) este un aeroport din Comuna Gotland, Gotlands län, Suedia ce deservește zona Visby. Aeroportul a fost tranzitat în decembrie 2022 de 16.854 de pasageri. A fost deschis în 27 ianuarie 1944 și numit după zona deservită.
Situat la o altitudine de 50 m, aeroportul dispune de 2 piste. Este operat de Swedavia⁠(d).

## Infrastructură

### Piste
Aeroportul dispune de 2 piste. Pista 03/21 are suprafața de Bitum și dimensiunile 2.000 m × 45 m. Pista 10/28 are suprafața de Iarbă și dimensiunile 1.100 m × 40 m. 